# Palmfuif
De Palmfuif is een muziekevenement dat elk jaar plaatsvindt in Humbeek, een deelgemeente van het Vlaams-Brabantse Grimbergen. Het jaarlijkse zomerfestival wordt georganiseerd door Palmfuif VZW en de Chiro van Humbeek en vindt doorgaans plaats in het laatste weekend van augustus. Met zo'n 5.000 bezoekers per weekend wordt het beschouwd als een van de grootste evenementen in de regio.
Het evenement wordt gespreid over twee dagen, elk met een eigen thema en doelgroep. Op vrijdag vindt het 'Palmfuif Pop-Up Café' plaats, waar bezoekers na het werk iets kunnen drinken in een ontspannen sfeer. Later op de avond volgt 'Classic Friday', een fuif die zich voornamelijk richt op een ouder publiek. Zaterdag staat in het teken van 'Roaring Saturday', bedoeld voor een jonger publiek, met daarnaast ook een 'second stage' waar alternatieve muziekgenres of lokale dj’s aan bod komen.

## Geschiedenis
Het festival werd voor het eerst georganiseerd in 1983. De eerste editie trok slechts een beperkt aantal feestgangers en werd georganiseerd op het terrein van Chiromeisjes Sjaloom. Later verhuisde het evenement naar de Warandestraat, in de velden. Vandaag vindt de Palmfuif plaats op een locatie die zich uitstrekt over de parking van de parochiezaal en het aangrenzende het terrein van de Chirojongens. Dankzij de inzet van een grote groep enthousiaste vrijwilligers, groeide de Palmfuif al snel uit tot een klein festival. Doorheen de jaren evolueerde het evenement met professionele geluidsinstallaties, verschillende muziekgenres en uitgebreide veiligheidsmaatregelen.
De naam Palmfuif ontstond toen een drietal chiroleiders, met een Palm in de hand, het idee kregen om een fuif te organiseren. Het doel van dit initiatief was om geld in te zamelen voor het jaarlijkse zomerkamp, dat binnen de Chirotraditie bekendstaat als het bivak. De fuif krijgt financiële steun van het bekende biermerk Palm.
Vanwege de coronapandemie werd de editie van 2020 geannuleerd. Vanaf 2021 vond het evenement opnieuw plaats. Bezoekers mochten het terrein betreden op voorwaarde van een negatieve coronatest, die ter plaatse kon worden afgenomen. In 2023 vierde Palmfuif zijn 40-jarig bestaan met een frisse toets. Het concept werd uitgebreid en voor het eerst werd er een tweede podium toegevoegd. 

## Organisatie
De organisatie is in handen van de Palmfuifcrew, een team dat voornamelijk bestaat uit oudleiding van Chirojongens Apollo 8 en Chiromeisjes Sjaloom. Zij staan in voor de volledige praktische uitwerking van het evenement, waaronder de logistiek, veiligheidsmaatregelen, programmatie en algemene coördinatie. Daarnaast zetten ook de huidige leiding en oudste leden van beide verenigingen, zo'n zestig vrijwilligers, zich in voor de opbouw, de shiften en de afbraak nadien. Naast de actieve leiding kan Palmfuif ook rekenen op heel wat ouders en oudleiding, die tijdens het evenement meehelpen door één of meerdere shifts op zich te nemen. 

## Artiesten
Doorheen de jaren mocht Palmfuif een indrukwekkende reeks artiesten ontvangen. Artiesten als Jan Vervloet, Yves Deruyter, Mike Push, Nina Black, Michael Amani, The Scabs, Gorki, Elisa Waut, De Mens en Raymond van het Groenewoud stonden op het podium. Bovendien biedt Palmfuif de kans aan opkomend jong talent door jaarlijks een DJ-contest te organiseren. Deze wedstrijd vindt doorgaans plaats in maart in het Jeugdhuis van Humbeek.

## Incidenten
- Tijdens de editie van 2015 dreigde een man met een mes nadat hem de toegang werd geweigerd.[1]
- Tijdens de editie van 2021 randde een 21-jarige man een 16-jarig meisje aan. Hij werd in 2023 veroordeeld tot 15 maanden cel met uitstel.[2]

### Regels en Veiligheid
- Verplichte externe security: Beveiligingsdiensten voor toezicht en veiligheid.
- Aanwezigheid Rode Kruis: Medische ondersteuning en eerste hulp.
- Alcoholperimeter: Alcoholverbod in 17 omliggende straten.[3]
- Afzetting speeltuin: Vandalisme en schade voorkomen.